# Болансово острво
Болансово острво (49° 38′ 42″ Ј; 178° 49′ 09″ И / 49.645° Ј; 178.8191667° И) је мало острво унутар групе острва Антиподи. Површина острва је 2km². Острво је део Новог Зеланда.
Острво је познато по великом броју птица које се на њему гнезде. 

## Историја
Острво је добило име по Џону Болонс, команданту цивилних бродова „Хинемоана“ и "Тутанекаиа."